# Bulzeștii de Sus
Bulzeștii de Sus – wieś w Rumunii, w okręgu Hunedoara, w gminie Bulzeștii de Sus. W 2011 roku liczyła 47 mieszkańców.